# Trisopsis globularis
Trisopsis globularis är en tvåvingeart som beskrevs av Boris Mamaev 1961. Trisopsis globularis ingår i släktet Trisopsis och familjen gallmyggor. Inga underarter finns listade i Catalogue of Life.